# Бересфорд, Франк Эрнест
Франк Эрнест Бересфорд (англ. Frank Ernest Beresford; 1881—1967) — британский художник из Дерби.

## Биография
Бересфорд родился в Дерби в 1881 году и получил солидное художественное образование. Сначала он учился в Дербской художественной школе, затем в художественной школе Святого Иоанна, и, наконец, в школе Академии Художеств. Его талант был вознаграждён стипендией школы на путешествие в Азию. В 1906 году он вернулся и вновь стал выставляться в Академии Художеств.
В 1936 году Бересфорд написал единственную картину о бдении принцев над телом их отца — «The Princes' Vigil: 12.15am, January 28 1936»; она была куплена Марией Текской, которая подарила её Эдуарду VIII на его день рождения. Перед началом войны первая жена Бересфорда, художница Дейзи Редклифф Клаг (Daisy Radcliffe Clague), умерла.
Во время Второй Мировой войны Берсфорд был вторым человеком, награждённым за исключительные успехи по службе (Exceptional Service Award) в ВВС Армии США, которые выставляют некоторые его картины на постоянной основе. Бересфорд был военным художником, работал и на американские, и на британские войска. Среди написанных им картин был портрет Реджинальда Джозефа Митчелла.
Бересфорд вновь женился в 1949 году. Он вновь нарисовал покоящихся королевских особ, когда король и королева умерли в 1952 и 1953 годах, но вкусы изменились и в то время картины не выставлялись.
Среди его работ — изображения двух королей и королевы, а в его родном графстве есть портрет Джорджа Герберта Стратта, которым владеет мэрия Белпера, и вид Давдейла в Музее и художественной галерее Дерби.